# NAXE
NAXE (англ. NAD(P)HX epimerase) – білок, який кодується однойменним геном, розташованим у людей на 1-й хромосомі. Довжина поліпептидного ланцюга білка становить 288 амінокислот, а молекулярна маса — 31 675.
| 10         |  | 20         |  | 30         |  | 40         |  | 50         |
| ---------- |  | ---------- |  | ---------- |  | ---------- |  | ---------- |
| MSRLRALLGL |  | GLLVAGSRVP |  | RIKSQTIACR |  | SGPTWWGPQR |  | LNSGGRWDSE |
| VMASTVVKYL |  | SQEEAQAVDQ |  | ELFNEYQFSV |  | DQLMELAGLS |  | CATAIAKAYP |
| PTSMSRSPPT |  | VLVICGPGNN |  | GGDGLVCARH |  | LKLFGYEPTI |  | YYPKRPNKPL |
| FTALVTQCQK |  | MDIPFLGEMP |  | AEPMTIDELY |  | ELVVDAIFGF |  | SFKGDVREPF |
| HSILSVLKGL |  | TVPIASIDIP |  | SGWDVEKGNA |  | GGIQPDLLIS |  | LTAPKKSATQ |
| FTGRYHYLGG |  | RFVPPALEKK |  | YQLNLPPYPD |  | TECVYRLQ   |  |            |

A: Аланін

C: Цистеїн

D: Аспарагінова кислота

E: Глутамінова кислота

F: Фенілаланін

G: Гліцин

H: Гістидин

I: Ізолейцин

K: Лізин

L: Лейцин

M: Метіонін

N: Аспарагін

P: Пролін

Q: Глутамін

R: Аргінін

S: Серин

T: Треонін

V: Валін

W: Триптофан

Кодований геном білок за функціями належить до ізомераз, фосфопротеїнів. 
Задіяний у такому біологічному процесі, як альтернативний сплайсинг. 
Білок має сайт для зв'язування з нуклеотидами, НАД, іонами металів, калію, НАДФ. 
Локалізований у мітохондрії.
Також секретований назовні.